# Буругьол
Буругьол (Бистонско езеро, на гръцки: Βιστωνίδα, Вистонис, катаревуса: Бистонида) е голямо солено езеро – лагуна край селището Порто Лагос (Караагач), Беломорска Тракия, днес в границите на Гърция. Гръцкото име на езерото е свързано с тракийското племе бистони, обитавали околностите му в Героичната епоха. Митичен цар на бистоните е Диомед.

## География и Екология
Лагуната е част от Бяло море. Най-северният ѝ бряг се намира на около 25 km от българо-гръцката граница. Намира се до крайбрежения път Ксанти – Гюмюрджина. Дълбочината на езерото не е голяма в преобладаващата част е 1 – 2 m, като максималната е 4 m. Има максимални – дължина 7 km и ширина 12 km, площта ѝ е 45 km2. В крайбрежната част е разделено от ниски насипи. Мястото е рибарски и оризовъден център. Има пристанище към Бяло море, а близкият морски бряг е с пясъчни плажове.
Езерото представлява лагуна свързана посредством ръкав с Бяло море. Това е един от основните водни басейни в Родопската планинска верига и представлява биотопен комплекс със съседните езера и близката делта на Места. В него се срещат над 320 вида, сред които множество редки и защитени екземпляри, редки видове орли, пеликани, ибиси, костенурки (вкл. големи морски костенурки в крайбрежните води на Бяло море), както и забележителна популация от розово фламинго достигаща до 5500 зиме (от октомври до март с пик ноември – февруари) по източния бряг.
Лагуната е „влажна зона“ и заедно с плажовете са под защита на министерството на околната среда. Обитава се от розово фламинго, пеликани, лебеди, корморани и други морски и сладководни птици. Край езерото се развива уникална екосистема. Местният климат е средиземноморски. Срещат се много видове риби, земноводни, влечуги, птици и бозайници. Растителният свят също е много богат, като около бреговете се срещат тръстика и ракитовица.
На два последователни острова свързани с дървен мост помежду си, а първият и с брега е възстановения в 1903 г. манастир „Свети Никола“ подчинен на Ватопедския манастир на Света гора.

## История
Смята се, че тук се е намирал древният тракийски град Бистонбрия (Вистонида), свързан с осмия подвиг на Херакъл.
При цар Симеон Велики към 916 г. и този район с цялата източна част на Беломорието е присъединен към България след като 79 години по-рано в 837 г. при хан Пресиян е присъединена западната ѝ част, за което свидетелства известния Надпис от Филипи. В 1206 г. цар Калоян възстановява българският суверенитет. От 890 г. езерото принадлежи на Ватопедския манастир в Света гора, комуто цар Иван Асен втори издава известната Ватопедска грамота. В 14 век е част от владенията на севастократор Момчил, при неговата столица Ксанти, известен с българското си име Царево. При езерото в 1344 г. севастократора успешно напада турците, унищожава техния отряд и изгаря корабите им в тукашното пристанище. По-късно при северния бряг на лагуната става Битката при Перитор, в която Момчил загива в сражение с обединените турски и византийски войски.
След гръцката владение една част от рибарите се завръщат в селищата от където произлизат, а други, като Стефан Харитов Солинов, се заселват в Бургас и Созопол. За периода 1885 г. до 1912 г. главен ръководител на големия боругьолски далян е Радю Тодоров от с. Петково, капитани на по-малките даляни също са българи родопчани, както и немалко от моряците рибари до 1920 г. и от май 1941 г.
На 7 ноември 1912 г. Българската войска освобождава района от османска власт. От 1912 в Беломорската област на Царство България в пристанището е базирано капитанство „Порто Лаго“ – поделение на Българския беломорски флот и усилено се проучва тук да бъде построено главното българско пристанище на
Бяло море. Братът на Христо Ботев ген. Кирил Ботев е управител на Държавните солници край Портогалос на Бяло море през 1914 – 1918 г. След включването на България в Първата световна война на страната на Централните сили през октомври 1915 г., пристанището тук и околността са обект на многократни артилерийски атаки от атакуващите българското Беломорие военноморски съдове на Антантата – Франция, Британия и Русия.
След Ньойският договор територията е дадена на Гръция, към 28 май 1920 г. районът е завзет от нея, оттогава той си остава слабо развит. Правото на собственост на езерото от 1920-те години се опитва да се придобие от гръцката държава.
На 20 април 1941 г. България си връща Беломорието, при езерото е възстановена българската рибарска кооперация „Бяло море“, оправен е пътя до него като важно пристанище между Кавала и Дедеагач и самото пристанище с капитанията. След преврата на 9 септември по нареждане на специално пратения в Беломорската област комунистически функционер Добри Терпешев към 17 ноември 1944 г. българите са принудени да предадат властта на гърците, което е узаконено с Парижкия мирен договор влязъл в сила на 15 септември 1947 г.

## Настояще
Езерото е обявено за Рамсарско място. От 1996 г. е резерват, а от 2008 г. национален парк (включващ и делтата на Места (Коджа орман) и дванадесетината околни езера и лагуни) с информационен център на западния вход на селището Порто Лагос. След отварянето на старите пътища през сегашната границата на България в Родопите – на 15 януари 2010 г. ГКПП Златоград и на 9 септември 2013 г. ГКПП Маказа значението на туризма за местната икономика нараства и връзките с България стават интензивни.